# Opaleniec
Opaleniec (prononciation : [ɔpaˈlɛɲɛt͡s]) est un village polonais de la gmina de Chorzele dans le powiat de Przasnysz de la voïvodie de Mazovie dans le centre-est de la Pologne.
Il se situe à environ 4 kilomètres au nord de Chorzele (siège de la gmina), 30 kilomètres au nord de Przasnysz (siège du powiat) et à 119 kilomètres au nord de Varsovie (capitale de la Pologne).

## Histoire
Jusqu'en 1945, Flammberg fait partie de l'arrondissement d'Ortelsbourg dans le district de Königsberg, dans la province de Prusse-Orientale.
Après la falsification du plébiscite de Prusse-Orientale de 1920 menée par les autorités allemandes, la région est devenue une partie de la République de Weimar et plus tard l'Allemagne nazie. Après la Seconde Guerre mondiale, le territoire a changé de mains passant de l'Allemagne nazie à la restitution à la Pologne.
De 1975 à 1998, le village appartenait administrativement à la voïvodie d'Ostrołęka.

## Personnalités liées au village
- Emil Badorrek (pt) (1910–1944), pilote de la Luftwaffe pendant la Seconde Guerre mondiale.